# Бурунгі
Буру́нгі (бурунге, булунге) — невеликий кушитський народ у Танзанії.

## Ареал, чисельність, мова, історія й релігія
Бурунгі належать до невеликого кластеру народностей Танзанії, відомих як південні кушити. Проживають у центрі країни, адміністративно це район Кондоа регіону Додоми, зокрема у селах Чамбало (Chambalo), Ґойма (Goima) та Мірамбу (Mirambu); також у Маньярі. Станом на 2009 рік чисельність людей бурунгі — 28 тисяч осіб. 
Розмовляють мовою кібурунге південної підгрупи кушитської групи афразійської мовної родини (писемність на латинській графічній основі). Вважається, що як і решта кушитів, бурунгі походять з Ефіопського нагір'я, причому порівняльний аналіз мови кібурунге з мовами кушитів Ефіопії та Кенії свідчить про тривалий автономний розвиток народу бурунгі та впливи оточуючих народів, що говорять мовами банту, зокрема ірангі. 
дивись також про етнічну історію народів бурунгі й алагва тут.
За релігією серед людей бурунгі є адепти традиційної релігії, також християни та мусусульмани.

## Господарство і традиції
Основне традиційне заняття бурунгі — сільське господарство, а саме тропічне землеробство для власних потреб, зокрема вирощують просо, кукурудзу, сорго, бобові, батат, страви з яких власне й складають основу повсякденного раціону людей бурунгі, та розведення худоби.
Зберігаються традиційні вірування й фольклор.